# Teaköl
Teaköl ist ein Pflegemittel für Möbel aus Teakholz oder anderen Harthölzern, das aus Leinöl, Rizinusöl, Holzöl, Naturharz und gegebenenfalls weiteren Inhaltsstoffen besteht. Insbesondere pigmentiertes Öl schützt bewittertes Holz vor der UV-Strahlung des Sonnenlichts und dem anschließenden Auswaschen bestimmter Inhaltsstoffe. Gegenüber einem deckenden Anstrich wie einem Lack dringt das Öl deutlich tiefer ein und versiegelt die Oberfläche nicht. Sofern der Ölanstrich gelegentlich aufgefrischt wird, wird das Eindringen von Wasser ins Holz zuverlässig verhindert und das Holz ist auch bei voller Bewitterung sehr dauerhaft.
Eine Oberflächenversiegelung schützt das Holz nur solange vor Feuchtigkeit, wie die Schicht rissfrei bleibt. Dringt Wasser durch Risse ins Holz ein, so behindert die Versiegelung das Austrocknen des Holzes.
Unbehandeltes Teak-Holz bleicht bei Bewitterung im Laufe der Zeit stark aus und nimmt eine hellgraue Farbe an. Das Öl verhindert das Ausbleichen und auch ein nachträglicher Auftrag kann die Vergrauung des Holzes teilweise rückgängig machen. Insbesondere, wenn das Holz zuvor gebürstet oder abgeschliffen wurde. Je nach Rezeptur kann das Öl bei zu reichlichem Auftrag oder zu häufiger Anwendung eine klebrige Oberfläche hinterlassen.
Früher wurde Teaköl in zwei Zusammensetzungen angeboten: als dickflüssigeres Voröl zum Grundieren und als weniger visköses Öl für den zweiten Auftrag oder für Auffrischungen. Heute wird nur noch eine  Zusammensetzung verkauft.
Die Holzoberfläche wird geschliffen, dann wird das Öl mit Lappen oder Pinsel, seltener als Spray aufgetragen. Nach dem Antrocknen wird überschüssiges Öl mit einem Lappen abgewischt. Teaköl ist entzündlich. Obwohl es keine ausgesprochenen Gifte enthält, sind bei der Arbeit die üblichen Sicherheitsmaßnahmen wie Lüften und das Tragen von Schutzhandschuhen einzuhalten. Mit Teaköl getränkte Lappen neigen zur Selbstentzündung. Sie sind deshalb nach Gebrauch zu verbrennen, auf der Wäscheleine zu trocknen oder mit viel Wasser zu tränken. Teakölreste sind wie Farben oder Lacke zu entsorgen.